# Calcimètre
 (août 2013).
Si vous disposez d'ouvrages ou d'articles de référence ou si vous connaissez des sites web de qualité traitant du thème abordé ici, merci de compléter l'article en donnant les références utiles à sa vérifiabilité et en les liant à la section « Notes et références ».
Un calcimètre est un montage de chimie qui permet, grâce à un dosage acido-basique, d'éliminer le dioxyde de carbone contenu dans une solution. En général, ce dosage se fait sous forme de titrage de la solution par de l'acide chlorhydrique, un acide fort[pas clair].

## Composition
En général, le montage se fait grâce à une burette ainsi qu'un récipient à double entrée, ainsi le CO2 relâché peut être récupéré.

## Calcimètre de Bernard
Le calcimètre le plus répandu est le calcimètre de Bernard qui est apparu à la fin du XIXe siècle pour le dosage du carbonate de calcium dans les sols des vignes.